# Fernando Sebastián Aguilar
Fernando Sebastián Aguilar, C.M.F. (Calatayud, 14 de diciembre de 1929-Málaga, 24 de enero de 2019) fue un religioso claretiano y sacerdote católico español, obispo de León (1979-1988), arzobispo coadjutor de Granada (1988-1993) y arzobispo de Pamplona y obispo de Tudela (1993-2007). Ocupó diversos cargos en la Conferencia Episcopal Española y fue creado cardenal por el papa Francisco en 2014.

## Biografía

### Primeros años, formación
Fernando Sebastián Aguilar nació el 14 de diciembre de 1929 en Calatayud (Zaragoza). Estudió el bachillerato en el Instituto de Enseñanza Media de Calatayud. Ingresó en la Congregación de Misioneros Hijos del Inmaculado Corazón de María en Vich, en julio de 1945. Allí profesó el 8 de septiembre de 1946. Fue ordenado sacerdote en Valls (Tarragona) el 28 de junio de 1953 por el cardenal Arriba y Castro. Obtuvo el doctorado con la máxima calificación en Teología en el Ateneo Pontificio “Angelicum” en junio de 1955 con una tesis sobre la maternidad divina de la Virgen María. Durante los años 1956 y 1957 amplió sus estudios y su formación teológica en el Instituto Católico de París y en la Universidad Católica de Lovaina (Bélgica).

### Docencia[3]
Comenzó su docencia teológica en el seminario claretiano de Valls, durante el curso 1956-1957. En 1959 fue miembro de la Sociedad Mariológica Española. A partir de 1961 fue profesor de Teología en el Seminario Internacional Claretiano en Salamanca. En 1966, junto con otros compañeros, fundó la revista Iglesia Viva ―dedicada a difundir la doctrina del Concilio Vaticano II entre el público de habla hispana, analizando los problemas específicos de la Iglesia y la sociedad española desde un perspectiva cristiana―. Dirigió la revista hasta 1971. En 1966 dirigió la revista Ephemerides Mariologicae.
En 1967 comenzó su docencia en la Facultad de Teología de la Universidad Pontificia de Salamanca. En 1970 fue elegido decano de la misma facultad. En septiembre de 1971, la Santa Sede lo nombró rector de la Universidad Pontificia de Salamanca. Desempeñó ese cargo durante dos cuatrienios, hasta el 17 de julio de 1979.

### Episcopado
En agosto de 1979, el papa Juan Pablo II lo nombró obispo de León. En junio de 1982, la Conferencia Episcopal lo eligió secretario general de la Conferencia. Esta designación lo obligó a presentar la renuncia a la sede de León en junio de 1983. Ocupó la Secretaría General de la Conferencia Episcopal hasta junio de 1988. Posteriormente fue vicepresidente de la misma durante tres trienios hasta febrero de 2005. En abril de 1988 fue nombrado arzobispo coadjutor de Granada. En agosto de 1991, el papa Juan Pablo II lo nombró administrador apostólico de Málaga. El 15 de mayo de 1993 tomó posesión de las sedes de Pamplona y Tudela. Desde septiembre de 2003 hasta junio de 2004 fue administrador apostólico de Calahorra y La Calzada-Logroño. En esos años participó en cinco asambleas del Sínodo de los Obispos. Ha sido gran canciller de la Universidad Pontificia de Salamanca desde 1991 hasta 1996.

### Jubilación
En septiembre de 2007, el papa Benedicto XVI aceptó su renuncia por razones de edad. A partir de entonces fijó su residencia en la Casa de Espiritualidad de Málaga, donde ha impartido algunas clases de Teología a los seminaristas de Málaga y en el Instituto Superior de Ciencias Religiosas de la misma ciudad.

### Cardenal
El papa Francisco lo creó cardenal en el consistorio celebrado en Roma el 22 de febrero de 2014, con el título de Santa Ángela Merici.

### Final
El domingo 20 de enero de 2019 sufrió un ictus que le dejó medio cuerpo paralizado. A consecuencia de esta enfermedad falleció cuatro días más tarde el jueves 24 de enero en la clínica de Málaga donde estaba ingresado. Fue enterrado en la catedral de Málaga.

## Obra
Durante sus años de docencia y episcopado publicó varios libros y numerosos artículos, en especial sobre Antropología teológica, Eclesiología, Vida Consagrada, Teología y Pastoral de los sacramentos.
Entre sus obras más importantes se encuentran:
- La vida de perfección en la Iglesia (1962).
- Secularización y vida religiosa (1964).
- Vida consagrada (1965).
- Comentarios al decreto conciliar «Perfectae caritatis» (1967).
- Antropología y teología de la fe cristiana (1971).
- Nueva evangelización (1989).
- Escritos sobre la Iglesia y sobre el hombre (1991).
- Nueva evangelización: Fe, cultura y política en la España de hoy. Encuentro. 1991. ISBN 9788474902679.
- La conciencia cristiana ante el terrorismo de ETA (1998).
- La Verdad del Evangelio. Cartas a los españoles perplejos en materia de cristianismo (2001).
- La Iniciación cristiana: once catequesis. Centro De Pastoral Liturgic. 2004. ISBN 9788474679779.
- Sembrando la palabra (2008).
- Evangelizar. Encuentro. 2010. ISBN 9788499205847.
- Cartas desde la fe. Encuentro. 2011. ISBN 9788499206370.
- La fe que nos salva (2012).
- María, madre de Jesús y madre nuestra (2013).
- Memorias con esperanza (2016).

Ha colaborado en numerosas obras teológicas y pastorales, y ha publicado muchos escritos pastorales en revistas y periódicos.